# ジーン・ディセティ
ジーン・ディセティ（Jean Decety、1960年 - ）は、社会神経科学を専門とする神経科学者。社会的認知の基盤となる神経生物学的メカニズム、特に、共感、同情、感情の自己規制、より一般的な対人関係に関わる神経基盤の解明に焦点を当てた研究を行っている。シカゴ大学教授（アービングB.ハリス）。

## 概要
ジーン・ディセティ博士は、2つの修士学位（1985年に神経科学、1987年に生物学および医療工学科学）を取得後、1989年に博士学位（クロードベルナール大学 神経生物学）を取得した。その後、スウェーデンのストックホルムのカロリンスカ病院神経生理学・神経放射線科にて、ペル・ローランド指導教官のもと、博士研究員として研究活動を行った。その後2001年まで、フランスのリヨンにある国立医学研究所（INSERM]）にて研究を行った。
ディセティ博士は現在、 シカゴ大学心理学科と精神医学科の教授である。また、社会認知神経科学研究室（Social Cognitive Neuroscience Laboratory）を運営し、脳研究イメージングセンター（Brain Research Imaging Center）のセンター長を務めている。認知・社会神経科学センター（Center for Cognitive and Social Neuroscience）の執行委員会と神経科学と神経工学統合センター（Center for Integrative Neuroscience and Neuroengineering）の役員でもある。
シルヴィ・ベンダーと結婚、2人の息子（ネイサンとグレンアリエル）を持つ 。

## 学術雑誌編集
ディセティ博士は、Social Neuroscienceの編集長、TheScientificWorldJOURNALとNeuropsychologiaの編集委員を務めている。また、フランスシカゴセンターの諮問委員会の一員でもある。

## 初期の認知神経科学研究
博士課程期間中から学位取得後にかけて、ディセティ博士は、行動学、生理学、機能的脳画像の３つの指標を組み合わせ、運動の心的シミュレーションに関わる認知機能・神経基盤を研究した。具体的には、運動選手がパフォーマンスを熟達・向上させるために用いる、運動の心的訓練や運動イメージについて研究した。一連の実験から、心的シミュレーションは、実際の運動時と同程度に心臓と呼吸の制御メカニズムを活動させることを明らかにした。さらに、運動をイメージする場合も実際に運動を行う場合も、共通する神経回路（運動前野、補足運動野、小脳、頭頂葉、大脳基底核）が賦活し、この神経回路は他者が行う運動を観察、模倣、イメージすることによっても活性化する。
これらの結果は、ロジャー・スペリーが提唱し、さらに最近ではドイツの心理学者ウォルフガング・プリンツがさらに展開した、知覚と行為間の共通符号化理論を支持するものである。この理論の核心となる仮説とは、行為は、それによって生じる知覚効果（すなわち、距離を置いた知覚現象）としてコード化されるという理論である。動作を行うと、運動そのものがもたらす運動パターンと運動により生じる感覚効果が双方向性に関連している事実は一旦置き去りになる。動作を再生する際に、これらの関連性が必要となる。ディセティ博士らは、この知覚と行為の連結機能は、主観や社会的理解に重要な基盤となると提言している。これは、自他同価に基づき、第一人称的情報と第三者的情報間の機能的架け橋になることで、類推的推論を可能にし、他者理解の可能性が生じると考えられるからである。

## 現在の社会認知研究
その後の研究では、共感、同情、個人的苦悩、自己所有感、主体感覚sense of agency（動作主である感覚）、視点交替perspective taking、情動調整、意識下の道徳的推論の神経生物学的研究を健常者と社会行動に障害のある人々について行っている。最近の一連の機能的脳画像研究と脳磁図研究で、子供でも大人でも、他人が痛みを受けている場面を目にすると、自分が痛みを体験する場合に活性化する神経回路が観察者側にも生じることを明らかにした。この体性感覚運動の共鳴は、他人の苦痛を共有することで生じる共感や道徳的推論の原始的な基盤形成に重要な役割を果たしている。他人の痛みに反応する脳の役割を理解することにより、思いやりや同情、罪の意識に欠ける社会性の障害（反社会性人格障害や行動障害）を持つ児童の理解につながるからである。ディセティ博士の研究室では、現在、機能的脳画像、構造的脳構造・拡散強調画像、視線と瞳孔計測、自律神経測定、行動反応測定を組み合わせて、犯罪歴のあるサイコパスなど精神病質特徴を持つ人々を調べることで、共感の正常機能・異常機能に関する神経学的機構を研究している。
ディセティ博士は、アメリカ国内の様々な大学、チリ、ドイツ、日本、台湾に共同研究者を持つ。

## 共感研究への貢献
ディセティ博士にとって共感とは、現象学的レベルで記述すると、自己が体験する感情と他者が表出する感情が、その感情所有者を混乱することなく、類似している感覚と表現される。共感により、ヒトは他人の情動状態をすばやく自動的に理解することができる。社会での対人関係の調整に不可欠な機能である。道徳発達理論によると、共感は利他主義を誘発し攻撃性を抑制するための主要な動因となる。共感の障害や欠落は、様々な精神病理の特徴である。ディセティ博士は、共感と共感表現（例えば、同情、利他主義、思いやり、道徳的推論）モデルを提唱している。共感体験は、「他者と自己の情緒的共有」「自他意識」「自己制御」の３つの異なる機能的要因が作用することにより生じると仮定している。このモデルは、主体感覚、すなわち、相手の情動・思考・感情を理解する際の自己と他者を区別する能力の重要性を主張している。

## 論文抜粋
- Decety, J. (2007). A social cognitive neuroscience model of human empathy. In E. Harmon-Jones & P. Winkielman (Eds.), Social Neuroscience: Integrating Biological and Psychological Explanations of Social Behavior (pp. 246-270). New York: Guilford Publications.
- Lamm, C., Batson, C.D., & Decety, J. (2007). The neural substrate of human empathy: effects of perspective-taking and cognitive appraisal. Journal of Cognitive Neuroscience, 19, 42-58.
- Decety, J., & Grezes, J. (2006). The power of simulation: Imagining one's own and other's behavior. Brain Research, 1079, 4-14.
- Decety, J., & Lamm, C. (2007). The role of the right temporoparietal junction in social interaction: How low-level computational processes contribute to meta-cognition. The Neuroscientist, 13, 580-593.
- Decety, J. (2005). Perspective taking as the royal avenue to empathy. In B.F. Malle, & S. D. Hodges (Eds.), Other Minds: How Humans Bridge the Divide between Self and Others, (pp. 135-149). New York: Guilford Publishers.

## 著書
- The Social Neuroscience of Empathy (2009). J. Decety and W. Ickes (Eds.). Cambridge: MIT Press, Cambridge.
- Interpersonal Sensitivity: Entering Others' Worlds (2007). J. Decety and C.D. Batson (Eds.). Hove: Psychology Press.
- Perception and Action: Recent Advances in Cognitive Neuropsychology  (1998). J. Decety (Ed.). Hove, UK: Psychology Press.